# والتر مینوسا
والتر مینوسا (به پرتغالی: Walter Junior da Silva Clementino) هافبک اهل برزیل است که در شهر بتیم و در تاریخ ۱۲ ژانویهٔ ۱۹۸۲ به دنیا آمده‌است.
والتر مینوسا در تیم‌های فوتبال کروزیرو سابقهٔ حضور دارد.